# فرقة بانزر السادس عشر (فيرماخت)
فرقة بانزر 16 ( (بالألمانية: 16. Panzer-Division)‏ كان تشكيل في الجيش الألماني في الحرب العالمية الثانية تم تشكيلها في نوفمبر 1940 من فرقة المشاة السادسة عشرة. شاركت في عملية بربروسا، غزو الاتحاد السوفيتي في يونيو 1941، والتي كانت تعمل في القطاع الجنوبي للجبهة الشرقية. بعد الهجوم السوفياتي في نوفمبر 1942، حوصرت في ستالينغراد، حيث استسلمت في فبراير 1943. تشكلت فرقة بانزر 16 الجديدة في عام 1943 وأرسلت إلى إيطاليا حيث كانت جزءًا من الدفاع الألماني غير الناجح ضد غزو الحلفاء لإيطاليا. أعيد إلى الجبهة الشرقية في نوفمبر 1943، شهدت الفرقة مرة أخرى نشاطًا في القطاع الجنوبي، وشاركت في عملية الإغاثة لجيب كورسون-تشيركاسي وجزءًا من جيب كامينيتس-بودولسكي. استسلمت في النهاية للقوات السوفيتية والأمريكية في تشيكوسلوفاكيا في مايو 1945.

## التاريخ
تشكلت الفرقة في خريف عام 1940 من فرقة المشاة السادسة عشرة التي شاركت سابقًا في الغزو الألماني لفرنسا عام 1940. حصلت الفرقة، الذي يقع مقرها في Wehrkreis VI في منطقة ويستفاليا بألمانيا، على فوج الدبابات الثاني من الفرقة المدرعة الأولى وقام بنقل قاعدته الرئيسية من مونستر إلى فوبرتال وتولى قيادته هانز فالنتين هوب.  
في يناير 1945، وقعت الفرقة مرة أخرى مع بداية الهجوم السوفيتي فيستولا أودر ولكنه تمكن من الوصول إلى الخطوط الألمانية. بعد فترة راحة قصيرة وإعادة الإمداد في فبراير، قاتلت في سيليزيا وتشيكوسلوفاكيا. مع الاستسلام الألماني، حاولت الوصول إلى خطوط الولايات المتحدة الأمريكية، ونجحت بعض الأجزاء في القيام بذلك ولكن أعيد معظمهم إلى القوات السوفيتية.  

## القادة
قائد الفرقة: 
| مرتبة                          | اسم                    | فترة                           | ملاحظات                                                             |
| ------------------------------ | ---------------------- | ------------------------------ | ------------------------------------------------------------------- |
| جنرال مايجور / جينيرال لوتنانت | هانز فالنتين هوب       | 1 نوفمبر 1940 - 14 سبتمبر 1942 | قتل في حادث طائرة ، 21 أبريل 1944                                   |
| جنرال مايجور                   | غونتر فون أنجيرن       | 15 سبتمبر 1942 - 2 فبراير 1943 | الانتحار في ستالينجراد ، 2 فبراير 1943                              |
| أوبريست                        | بوركهارت مولر هيلبراند | مارس 1943                      |                                                                     |
| جنرال مايجور                   | رودولف سيكينيوس        | مايو - نوفمبر 1943             | الانتحار ، 28 أبريل 1945                                            |
| أوبريست                        | هانز أولريش باك        | 1 نوفمبر 1943 - 14 أغسطس 1944  |                                                                     |
| جنرال مايجور                   | ديتريش فون مولر        | أغسطس 1944 - مارس 1945         | تم القبض عليه من قبل أنصار تشيكيين في لواء يان شيكا ، 19 أبريل 1945 |
| أوبريست                        | ثيودور كريتشر          | مارس 1945                      |                                                                     |
| أوبريست                        | كورت تريوهوبت          | أبريل - مايو 1945              |                                                                     |